# 簡化指令計算機
簡化指令計算機，在李蘭·貝克所寫的《系統軟體》一書內，將它當成一個虛擬的計算機。大多數的真實微處理器有很多複雜架構是以嵌入的方式來增加它的效能，學生們對於這種必修的複雜架構會感到很難理解，但是以微處理器的觀點來說卻是很常見的設計。基本上，它有三個位元組的整數結構，五個暫存器以及可以存取 215 = 32768  個位元組的記憶體。
SIC 分有兩個版本，一個是標準版 SIC，一個是延伸版 SIC/XE。延伸版有浮點數的計算功能。

## 架構
在標準版SIC下具有五個暫存器，如下所示:
1. A：累加暫存器，佔一個位元組，儲存變數的位址[註 2]
2. X：索引暫存器，有兩個模式，導向與索引[註 3]
3. SW：狀態字組暫存器[註 4]
4. PC：程式計數暫存器[註 5]
5. L：，通常用於子程序的跳躍執行[註 6]

而XE版本則額外再提供4種暫存器，如下所示:
1. B：基底暫存器；用於定址
2. S：一般工作暫存器(沒有特定用途)
3. T：一般工作暫存器(沒有特定用途)
4. F：浮點累加器(48個位元)

## 外部連結
- （英文） SIC/XE my homework （页面存档备份，存于）
- （英文） SICvm：以SIC為架構的虛擬機器 （页面存档备份，存于）